# آزادراه ام۹۰

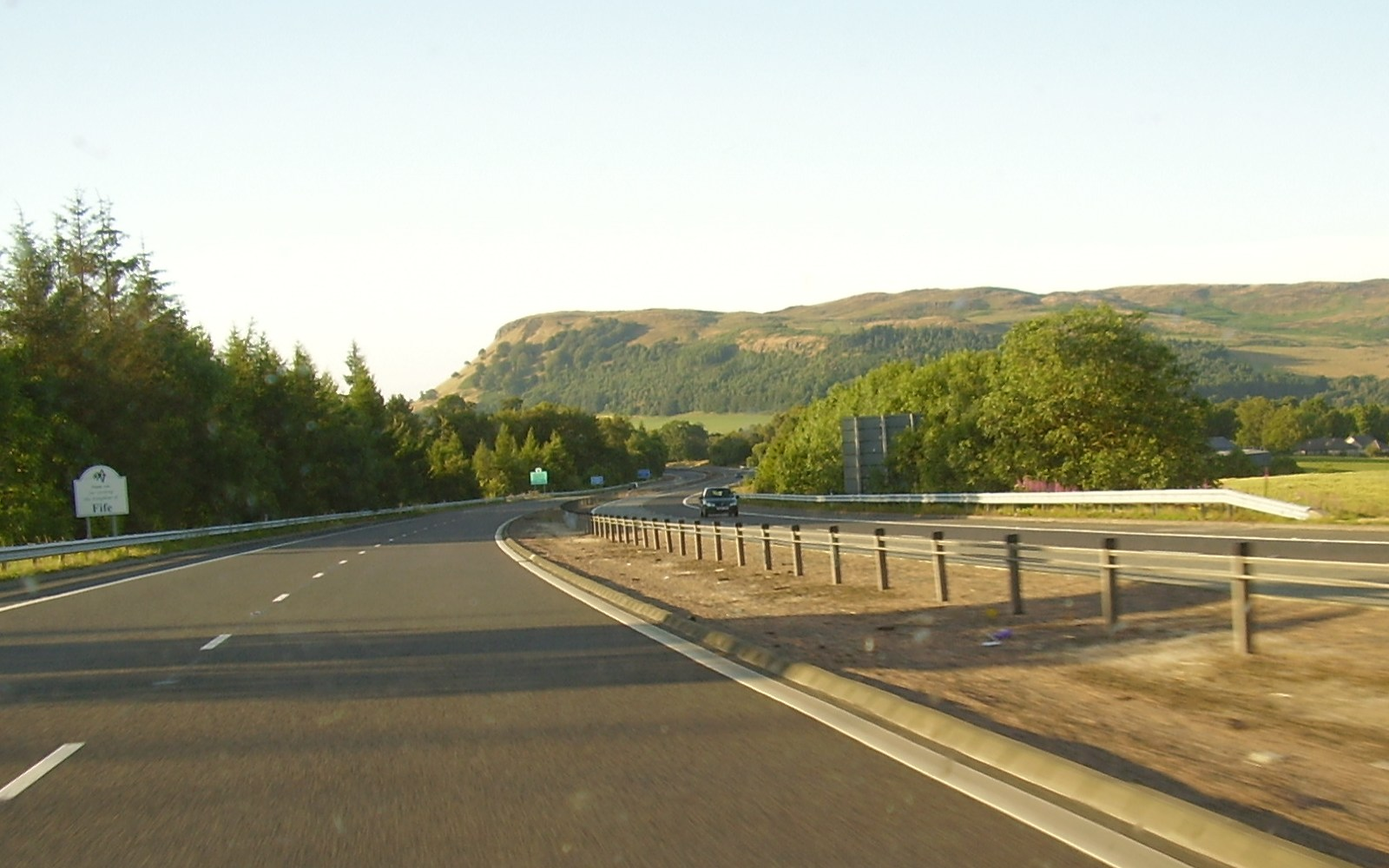
آزادراه ام۹۰

آزادراه ام۹۰ (به انگلیسی: M90 motorway) یک آزادراه در کشور اسکاتلند است.
این آزادراه که از شهر اینورکیتینگ شروع میشود، ۴۸.۳ کیلومتر (۳۰ مایل) مسافت دارد و از شهرهای مهمی مانند ادینبرو، فرودگاه ادینبرو، فورث رود بریج، دانفرم‌لاین، کینروس، پرت (اسکاتلند) عبور میکند.